# 阿氏單頜鰻
阿氏單頜鰻為輻鰭魚綱囊鰓鰻目單頜鰻科的其中一種，分布於中東太平洋的美國加州海域，屬深海魚類，棲息深度可達2000公尺，體長可達4.9公分。

## 擴展閱讀
維基物種上的相關：阿氏單頜鰻